# 江石蓀
江石蓀（1929年—1955年12月10日），福建省福州市人，中國共產黨員，台灣省農林廳檢驗局新竹分局主計助理員，因余育生案牽連判處死刑，1955年12月10日槍決於安坑刑場。

## 生平
江石蓀，1929年生於福建省福州市，1948年時在福州時受洪金育吸收加入中共福建省委城市工作委員會，受余育生領導。余育生廣東梅縣人，1937年投身抗戰加入青抗會，1938年與堂弟余海晏加入中國共產黨，一起在生活書店工作，並在民報報社擔任記者，由於報社遭到查抄離縣與共黨失去聯繫。直到1947年在福州與中共福建省委城市工作委員會取得聯繫後恢復組織關係，持續發展組織。余育生吸收林在壽、洪金育加入組織。1947年5月，謝孟存與陳實由林在壽介紹加入共產黨，1948年2月洪金育吸收江石蓀。 
1948年11月江石蓀來台，1949年台灣省徵集民國18年次役男，江石蓀將三十歲福州市民鄭義茂的身分證相片換貼本人相片，以鄭義茂名義向台北市古亭區公所申報戶籍，換領身分證，躲避兵役徵集。
1953年11月間，余海晏時服務於台南山林管理所嘉義分所股長，由於曾偽造福建清流縣教育科科員等證明獲得升遷，又政府宣導叛亂自首既往不咎，於是余海晏向內政部調查局自首叛亂部分罪名。調查局以其自首不誠為由拘提審訊，余海晏自新於是將余育生、謝孟存、陳實、江石蓀、黎達、陳定昌、鄭新忠供出。
1954年9月全案偵結審判，余海晏自新受感化教育2年，余育生判處死刑，其餘人判處有期徒刑，經總統裁示後審判官遭記過處分後，謝孟存、陳實、江石蓀、黎達、陳定昌、鄭新忠皆以加入共黨組織經政府多年宣導仍未自首判處死刑，1955年12月10日槍決於安坑刑場。

## 紀念
2013年10月 北京西山國家森林公園的無名英雄廣場上立有無名英雄紀念碑，為紀念來台灣在1950年代被處決「隱避戰線烈士」而設立，江石蓀銘刻於紀念碑上，為中共國家安全部追認之中華人民共和國烈士。

## 平反
2019年5月30日，促進轉型正義委員會第四批平反，依據促轉會第23次、第24次、第26次委員會議決議，撤銷受難者徐維琛君等2006人之刑事有罪判決暨其刑，其中(43)審三字第 95 號/ (44)審復字第 11 號/ (44)審復字第 29 號，有關江石蓀參加叛亂之組織/意圖以非法之方法顛覆政府而著手實行之有罪判決暨其刑及沒收之宣告正式撤銷